# Коллін Кемп
Коллін Кемп (англ. Colleen Camp; 7 червня 1953) — американська акторка та продюсерка.

## Біографія
Коллін Кемп народилася 7 червня 1953 року в місті Сан-Франциско, штат Каліфорнія. У віці трьох років почала виступати в дитячому театрі. У 1965 році з'явилася на телебаченні у Шоу Діна Мартіна. На екрані дебютувала у фільмі «Битва за планету мавп» (1973), зіграла невелику роль у комедії «Смішна леді» (1975), дівчину Брюса Лі у фільмі «Гра смерті» (1978), «Міс травень» дівчина «Плейбоя» у фільмі Френсіса Форда Копполи «Апокаліпсис сьогодні» (1979).
Однією з найбільш успішних ролей у кар'єрі Коллін Кемп стала кантрі-співачка Крісті Міллер у комедії режисера Пітера Богдановича «Всі вони сміялися» (1981). Зіграла головну жіночу роль у фільмі «Смокі і Бандит 3» (1983), а після з'явилася в комедіях «Поліцейська академія 2: Їх перше завдання» (1985) і «Поліцейська академія 4: Квартальна охорона порядку» (1987).
З кінця дев'яностих років Коллін Кемп починає продюсувати телевізійні і повнометражні фільми.
З 1986 по 2001 рік була одружена з Джоном Голдвіном, директором студії «Paramount», у них є дочка.

## Фільмографія

### Акторка
| Рік       |    | Українська назва                                   | Оригінальна назва                        | Роль                            |
| --------- | -- | -------------------------------------------------- | ---------------------------------------- | ------------------------------- |
| 1973      | ф  | Битва за планету мавп                              | Battle for the Planet of the Apes        | Джулі, слуга Лізи               |
| 1973      | с  | Доктор Маркус Велбі                                | Marcus Welby, M.D.                       | Бетті Адамс                     |
| 1973      | с  | Любов по-американськи                              | Love, American Style                     | Діана                           |
| 1974      | ф  | Дівчатка свінгери з команди підтримки              | The Swinging Cheerleaders                | Мері Енн                        |
| 1975      | ф  | Смішна леді                                        | Funny Lady                               | дівчина Біллі                   |
| 1975      | ф  | Посмішка                                           | Smile                                    | Конні                           |
| 1975      | с  | Щасливі дні                                        | Happy Days                               | Роуз                            |
| 1976      | с  | Гаррі О                                            | Harry O                                  | Карен Бреммер                   |
| 1976      | с  |                                                    | Doc                                      | Кеті                            |
| 1976      | с  |                                                    | Isis                                     | Вінн                            |
| 1976      | с  | Старскі та Гатч                                    | Starsky and Hutch                        | Бобетт                          |
| 1976—1977 | с  |                                                    | Rich Man, Poor Man — Book II             | Вікі Сент-Джон                  |
| 1976      | тф | Амелія Ергарт                                      | Amelia Earhart                           | зірка                           |
| 1976      | ф  | Дияволиці в ланцюгах                               | She Devils in Chains                     | Джинджер Дуглас                 |
| 1976      | ф  | Гонки «Жувальна гумка»                             | The Gumball Rally                        | рахівниця Франко                |
| 1977      | ф  |                                                    | Death Game                               | Донна                           |
| 1977      | ф  | Любов і нічний автосервіс                          | Love and the Midnight Auto Supply        | Біллі Джин                      |
| 1978      | ф  | Гра смерті                                         | Game of Death                            | Енн Морріс                      |
| 1978      | ф  | Кіт у клітці                                       | Cat in the Cage                          | Джильда Райнер                  |
| 1978      | тф | Леді будинку                                       | Lady of the House                        | Розетта                         |
| 1978      | с  | Людина з Атлантиди                                 | Man from Atlantis                        | Аманда 2                        |
| 1979      | с  | Даллас                                             | Dallas                                   | Крістін Шепард                  |
| 1979      | ф  | Апокаліпсис сьогодні                               | Apocalypse Now                           | «Міс травень» дівчина «Плейбоя» |
| 1980      | ф  | Танцюючий в хмарах                                 | Cloud Dancer                             | Сінді                           |
| 1981      | ф  | Вони всі сміялися                                  | They All Laughed                         | Крісті Міллер                   |
| 1981      | с  | Придурки з Хаззарда                                | The Dukes of Hazzard                     | Бонні Лейн                      |
| 1982      | с  | WKRP у Цинциннаті                                  | WKRP in Cincinnati                       | Коллін Кемп                     |
| 1982      | ф  | Спокушання                                         | The Seduction                            | Робін                           |
| 1982      | ф  | Смертельні ігри                                    | Deadly Games                             | Ренді                           |
| 1983      | ф  | Дівчина з долини                                   | Valley Girl                              | Сара Річман                     |
| 1983      | ф  | Смокі і Бандит 3                                   | Smokey and the Bandit Part 3             | Дасті Трайлс                    |
| 1984      | ф  | Міська дівчина                                     | City Girl                                | Роуз                            |
| 1984      | ф  | Радість сексу                                      | Joy of Sex                               | Ліз Семпсон                     |
| 1984      | ф  | Готель «Нікому не скажу»                           | The Rosebud Beach Hotel                  | Трейсі Кінг                     |
| 1984      | с  | Приватний детектив Магнум                          | Magnum, P.I.                             | Валері Кані                     |
| 1985      | с  | Казки з темного боку                               | Tales from the Darkside                  | Конні Сквайрс                   |
| 1985      | ф  | Поліцейська академія 2: Їх перше завдання          | Police Academy 2: Their First Assignment | Кіркланд                        |
| 1985      | ф  |                                                    | Doin' Time                               | Ненсі Кетлет                    |
| 1985      | ф  |                                                    | D.A.R.Y.L.                               | Елейн Фокс                      |
| 1985      | ф  | Доказ                                              | Clue                                     | Іветт                           |
| 1986      | тф | Навіжена академія                                  | Screwball Academy                        | Ліберті Джин                    |
| 1987—1988 | с  | Вона написала вбивство                             | Murder, She Wrote                        | Меріголд Фіні / Доді Роджерс    |
| 1987      | ф  | Поліцейська академія 4: Квартальна охорона порядку | Police Academy 4: Citizens on Patrol     | місіс Кіркланд-Таклберрі        |
| 1987      | ф  | Ходити як людина                                   | Walk Like a Man                          | Ронда Шенд                      |
| 1988      | тф | Ставлення до його любові                           | Addicted to His Love                     | Еллі Снайдер                    |
| 1988      | ф  | Незаконно твій                                     | Illegally Yours                          | Моллі Гілберт                   |
| 1988      | ф  | Шлях 29                                            | Track 29                                 | Арланда                         |
| 1989      | ф  | Зла мачуха                                         | Wicked Stepmother                        | Дженні Фішер                    |
| 1990      | ф  | Мій блакитний рай                                  | My Blue Heaven                           | Маргарет Куперсміт              |
| 1990      | с  | Байки зі склепу                                    | Tales from the Crypt                     | місіс Мілдред Корман            |
| 1991      | с  | Тридцять з чимось                                  | Thirtysomething                          | Дебора Бренчфлауер Дігс         |
| 1991      | тф |                                                    | Backfield in Motion                      | Лорі                            |
| 1992      | ф  | Світ Вейна                                         | Wayne's World                            | місіс Вандергофф                |
| 1992      | ф  | Волоцюга                                           | The Vagrant                              | Джуді Дансіг                    |
| 1992      | ф  | Непристойний вік                                   | Unbecoming Age                           | Дебора                          |
| 1993      | ф  | Щепка                                              | Sliver                                   | Джуді Маркс                     |
| 1993      | ф  | Останній кіногерой                                 | Last Action Hero                         | Раткліфф                        |
| 1993      | тф | Для їх власної користі                             | For Their Own Good                       | Кріс                            |
| 1993—1996 | с  | Розанна                                            | Roseanne                                 | Джилл / Девн / секретар         |
| 1994      | с  | Том                                                | Tom                                      | Кара Вілхойт                    |
| 1994      | ф  | Жадібність                                         | Greedy                                   | Патті                           |
| 1995      | ф  | Міцний Горішок 3: Помирати з піснею                | Die Hard: With a Vengeance               | Конні Ковальскі                 |
| 1995      | ф  | Клуб няньок                                        | The Baby-Sitters Club                    | Морін Макгілл                   |
| 1995      | ф  | Три бажання                                        | Three Wishes                             | дружина сусіда                  |
| 1996      | ф  | Домашній арешт                                     | House Arrest                             | місіс Буртіс                    |
| 1996      | ф  | Компаньон                                          | The Associate                            | детектив Джонс                  |
| 1996      | тф | Наперекір долі                                     | Suddenly                                 | Джуді                           |
| 1996      | тф | Право не відповідати на запитання                  | The Right to Remain Silent               | місіс Буфорд Лоурі              |
| 1997      | ф  | Крижаний вітер                                     | The Ice Storm                            | доктор Пасмієр                  |
| 1997      | ф  | Тривіальне чтиво                                   | Plump Fiction                            | Вів                             |
| 1997      | ф  | Швидкість 2: Контроль над круїзом                  | Speed 2: Cruise Control                  | Деббі                           |
| 1999      | ф  | Вискочка                                           | Election                                 | Джудіт Р. Флік                  |
| 1999      | ф  | До біса любов                                      | Love Stinks                              | Моніка Гарріс                   |
| 1999      | ф  | Чокнута                                            | Goosed                                   | Джейн                           |
| 2001      | тф | Як зробити монстра                                 | How to Make a Monster                    | Фей Клейтон                     |
| 2001      | ф  | Флірт зі звіром                                    | Someone Like You...                      | агент з продажу нерухомості     |
| 2001      | ф  | Американська рапсодія                              | An American Rhapsody                     | Дотті                           |
| 2001      | ф  | Щурячі перегони                                    | Rat Race                                 | медсестра                       |
| 2002      | ф  | Джошуа                                             | Joshua                                   | Джоан Кейсі                     |
| 2002      | ф  | Секунда до смерті                                  | Second to Die                            | Синтія                          |
| 2002      | ф  | 24 години                                          | Trapped                                  | Джоан Еванс                     |
| 2004      | ф  |                                                    | L.A. Twister                             | Джудіт                          |
| 2004      | ф  | Крута компанія                                     | In Good Company                          | реєстратор                      |
| 2004      | в  | Хто твої предки?                                   | Who's Your Daddy?                        | Беверлі Хьюз                    |
| 2006      | ф  | Матеріальні дівчата                                | Material Girls                           | Шарлін                          |
| 2006      | ф  | На гострій грані                                   | Running with Scissors                    | Джоан                           |
| 2006      | ф  | Я спокусила Енді Воргола                           | Factory Girl                             | місіс Вітлі                     |
| 2006      | тф | Зараження: Вірус смерті                            | Dead & Deader                            | місіс Вістерія                  |
| 2007      | ф  | Сімдесят сьомий                                    | '77                                      | Джанет Джонсон                  |
| 2007      | ф  | Шум                                                | Noise                                    | місіс Брумелл                   |
| 2008      | ф  | Чотири Різдва                                      | Four Christmases                         | тітка Донна                     |
| 2009      | с  | Доктор Хаус                                        | House M.D.                               | Шарлотта                        |
| 2009      | ф  | Зима замерзлих надій                               | Winter of Frozen Dreams                  | мати Джеррі                     |
| 2009      | ф  | Історія одного вампіра                             | Cirque du Freak: The Vampire's Assistant | місіс Шан                       |
| 2010      | ф  | Палаючі пальми                                     | Burning Palms                            | Барбара Бариш                   |
| 2010      | ф  | Псих 9                                             | Psych:9                                  | Бет                             |
| 2011      | ф  | Тисни на газ                                       | Balls to the Wall                        | Морін                           |
| 2011      | ф  | Спочатку кохання, потім весілля                    | Love, Wedding, Marriage                  | Етель                           |
| 2011      | ф  | Повернення на батьківщину                          | Homecoming                               | Кеті                            |
| 2011      | в  | Голлівуд для початківців                           | Hollywood & Wine                         | суддя                           |
| 2012      | ф  | Запаморочливі фантазії Чарлі Свона III             | Inside the Mind of Charles Swan III      | Карен                           |
| 2013      | ф  | Пало-Альто                                         | Palo Alto                                | Саллі                           |
| 2013      | ф  | Американська афера                                 | American Hustle                          | Бренда                          |
| 2013      | с  | Голлівудський помічник                             | We Need Help                             | пасажир                         |
| 2013      | с  | Місто гангстерів                                   | Mob City                                 | жінка в ресторані               |
| 2014      | с  | Рейк                                               | Rake                                     | суддя Івонн Рітсема             |
| 2014      | ф  | Міс Переполох                                      | She's Funny That Way                     | Сісі                            |
| 2015      | ф  | Тук, тук                                           | Knock Knock                              | Вів'єн                          |
| 2015      | мс | Американський татусь!                              | American Dad!                            | голос                           |
| 2015      | ф  | Правда про брехню                                  | The Truth About Lies                     | Мей                             |
| 2015      | ф  |                                                    | Lake Mead                                | Кенді                           |
| 2015      | ф  |                                                    | Always Shine                             | Сандра                          |
| 2018      | ф  | Будинок з годинником у стінах                      | The House with a Clock in Its Walls      | місіс Генчет                    |
| 2020      | ф  | Мейнстрім                                          | Mainstream                               | Джуді                           |
| 2022      | ф  | Дев'ять життів                                     | 9 Bullets                                | Дрю                             |
| 2022      | ф  | Стю                                                | Father Stu                               | адміністратор мотелю            |
| 2022      | ф  | Амстердам                                          | Amsterdam                                | Єва Отт                         |

### Продюсерка
| Рік  |     | Українська назва      | Оригінальна назва                       | Роль       |
| ---- | --- | --------------------- | --------------------------------------- | ---------- |
| 1984 | ф   | Міська дівчина        | City Girl                               | продюсерка |
| 1998 | док |                       | The Cream Will Rise                     | продюсерка |
| 1998 | ф   | Зруйновані зображення | Shattered Image                         | продюсерка |
| 2001 | ф   | Американська рапсодія | An American Rhapsody                    | продюсерка |
| 2001 | тф  | Земля проти павука    | Earth vs. the Spider                    | продюсерка |
| 2001 | тф  | Як зробити монстра    | How to Make a Monster                   | продюсерка |
| 2001 | тф  | День кінця світу      | The Day the World Ended                 | продюсерка |
| 2001 | тф  | Жах з безодні         | Mermaid Chronicles Part 1: She Creature | продюсерка |
| 2002 | тф  | Троглодити            | Teenage Caveman                         | продюсерка |
| 2014 | ф   | Міс Переполох         | She's Funny That Way                    | продюсерка |
| 2014 | ф   | Незнайомець           | The Stranger                            | продюсерка |
| 2015 | ф   | Тук, тук              | Knock Knock                             | продюсерка |
| 2015 | ф   | Правда про брехню     | The Truth About Lies                    | продюсерка |
| 2015 | ф   |                       | Lake Mead                               | продюсерка |